# 피터 블레이크
피터 토머스 블레이크 경(Sir Peter Thomas Blake , 1932년 6월 25일 ~ )는 영국의 미술가이다. 비틀즈의 앨범 Sgt. Pepper's Lonely Hearts Club Band의 커버를 디자인한 것으로 잘 알려져 있다. 또한 두 개의 더 후의 앨범 커버를 디자인했으며, 라이브 에이드의 포스터를 디자인하기도 하였다.
가장 널리 알려진 영국의 팝 아티스트로서 블레이크는 팝 아트 운동의 주요한 인물로 평가되고 있다. 대중 문화에서 생성된 이미지는 그의 작품에서 핵심적인 요소이다. 2002년에 예술에 대한 기여로 버킹엄궁에서 기사 작위를 받았다.